# Нерзінген
Нерзінген (нім. Nersingen) — громада в Німеччині, знаходиться в землі Баварія. Підпорядковується адміністративному округу Швабія. Входить до складу району Ной-Ульм.
Площа — 24,27 км2. Населення становить 9490 ос. (станом на 31 грудня 2020).